# Josh Windass
Joshua Dean Windass (Kingston upon Hull, 9 de enero de 1994), conocido deportivamente como Josh Windass, es un futbolista inglés que juega como centrocampista o delantero en el Wrexham A. F. C. de la EFL Championship de Inglaterra.

## Trayectoria

### Carrera temprana
Windass jugó fútbol juvenil en el Huddersfield Town y pasó diez años en el club. Fue puesto en libertad en abril de 2012 y juzgado con Bradford City ese mismo mes. Comenzó su carrera sénior con el equipo fuera de la liga Harrogate Railway Athletic en diciembre de 2012. Jugó de manera semiprofesional, combinando su carrera futbolística con un trabajo como obrero de la construcción.

### Accrington Stanley
Firmó un contrato profesional con Accrington Stanley en julio de 2013. Hizo su debut profesional el 9 de noviembre de 2013, en la FA Cup. En noviembre de 2015 rechazó un nuevo contrato del club por consejo de su padre. En enero de 2016, Accrington anunció que el club escocés Rangers se había acercado directamente a Windass y a su compañero de equipo Matt Crooks, debido a que estaban en los últimos seis meses de sus contratos. El dúo acordó precontratos con los Rangers más tarde ese mes, antes de la temporada 2016-17.

### Rangers
Se unió a los Rangers el 1 de julio de 2016. Ambos jugadores ya habían estado entrenando con el club antes de completar sus transferencias después de que los Rangers acordaran una tarifa de compensación con Accrington, que se informó en alrededor de £ 60,000 por jugador. Hizo su debut con el Rangers en un amistoso de pretemporada contra el equipo estadounidense Charleston Battery el 7 de julio de 2016, anotando el primer gol en la victoria por 2-1. Su debut oficial fue contra Motherwell en la Copa de la Liga de Escocia el 16 de julio y anotó su primer gol para el club contra el East Stirlingshire de la Lowland Football League seis días después. Windass pasó períodos de la primera mitad de la temporada 2016-17 al margen debido a una lesión recurrente en el tendón de la corva a principios de agosto y octubre. A pesar de esto, se vinculó a Windass con un regreso a Inglaterra en diciembre de 2016, Derby County y Newcastle United de la English Football League Championship, según los informes, mostraron interés en el mediocampista.
Durante la temporada 2017-18 de los Rangers, terminó la temporada con 18 goles en todas las competiciones, empatado (con Alfredo Morelos) como el máximo goleador del club en la temporada; con 13 de los strikes de Windass en la liga, el tercer total más alto detrás de Kris Boyd y Morelos.

### Wigan Athletic
Fichó por el Wigan Athletic el 9 de agosto de 2018.

### Sheffield Wednesday
Windass se unió al Sheffield Wednesday cedido por el resto de la temporada 2019-20 el 31 de enero de 2020. Debido a  la COVID-19, su período de préstamo se extendió hasta finales de julio.
El 2 de septiembre de 2020, se mudó al Sheffield Wednesday como un fichaje permanente por una tarifa no revelada. Su primera aparición en su regreso al club fue el 5 de septiembre de 2020, en la Copa de la Liga como visitante contra el Walsall, donde entró como suplente en la segunda mitad. Marcaría su primer gol como jugador permanente los miércoles, en el día inaugural de la temporada en una victoria fuera de casa contra el Cardiff City. Ganaría la competencia de jugador del mes del club durante su primer mes de regreso en el club, luego de anotar 2 goles en 5 apariciones. Tras el descenso a la English Football League One, Windass estuvo fuertemente vinculado con los movimientos de regreso al Campeono, y el club rechazó ofertas en la región de £ 1 millón por él.
Durante la pretemporada de la temporada 2021-22, sufrió una lesión en el tendón de la corva durante un amistoso contra el West Bromwich Albion que lo dejaría fuera durante dos meses y el comienzo de la temporada de la League One. A pesar de estar lesionado, renovó por dos años en el club el 10 de agosto de 2021, por lo que permanecería en el club hasta el verano de 2023. Tras su lesión, volvió al equipo el 20 de noviembre como suplente no utilizado contra el Accrington Stanley y recuperó su juego unos días después, saliendo de la banca para anotar un gol de la victoria en el tiempo de descuento contra los Milton Keynes Dons.

## Vida personal
Josh nació en Kingston upon Hull, Humberside, y es hijo del exfutbolista profesional Dean Windass.